# Иона Сысоевич
Ио́на (III) Сысо́евич (ок. 1607 — 20 (30) декабря 1690) — епископ Русской православной церкви, митрополит Ростовский и Ярославский в 1652—1690 годах, сподвижник патриарха Никона. Он развернул в своей митрополии грандиозное строительство, плодами которого стали Ростовский кремль, перестройка близлежащих монастырей (включая Борисоглебский), ансамбль Успенского собора, Толгский монастырь в Ярославле, Воскресенский монастырь в Угличе и Михайло-Архангельский монастырь в Великом Устюге.

## Биография
Иона Сысоевич родился около 1607 года в семье священника Сысоя, служившего на погосте близ деревни Ангелово недалеко от города Ростова. Был иноком в Воскресенском монастыре города Углича. Позже стал архимандритом Белогостицкого Георгиевского, затем в 1646—1652 годах — Авраамиевского Богоявленского Ростовских монастырей.
15 августа 1652 года Иона был хиротонисан (рукоположён) в сан епископа патриархом Московским и Всея Руси Никоном и возведён в сан митрополита Ростовского и Ярославского. В 1654 и 1656 годах присутствовал в Москве на Соборах об исправлении церковных книг.
Охлаждение отношений между царём Алексеем Михайловичем и патриархом Никоном, привело последнего к самовольному оставлению кафедры — 10 июля 1658 года он удалился на шесть лет в Воскресенский Новоиерусалимский монастырь.

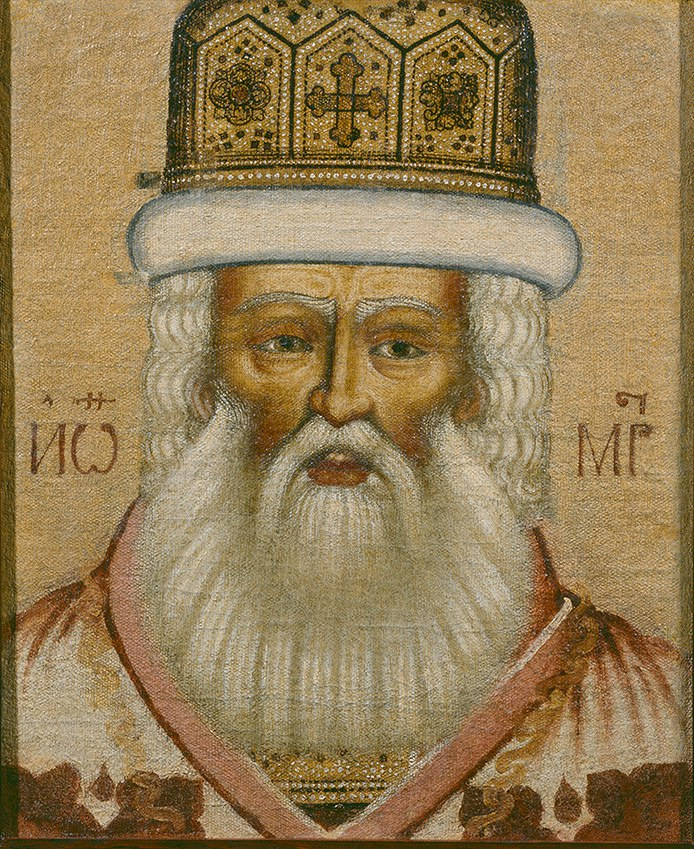
Парсуна с изображением Ионы, конец XVII века

В 1663 году митрополит Иона участвовал в разборе дел патриарха Никона. 2 сентября 1664 года он стал местоблюстителем Патриаршего престола. В ночь с 17 на 18 декабря 1664 года в Успенском соборе Московского кремля шла заутреня, на которой присутствовал Иона. В это время в собор вошёл бывший патриарх Никон и предложил Ионе принять у него благословение, таким образом подтвердить легитимность опального патриарха, что Иона и сделал. Его примеру последовали прочие священнослужители и простой народ. По приговору всех архиереев удалён за это от управления делами патриархии и отправлен назад в Ростовскую митрополию.
При нём, в 1658 году, была выделена часть Ростовской митрополии и из неё учреждена особая епархия — Великоустюжская. В 1666 году присутствовал на соборе, осудившем Никона. С 1674 по 1690 год участвовал на всех последующих Соборах и съездах иерархов в Москве.
5 июля 1690 года удалился на покой. Скончался 20 декабря того же года. Погребён в Ростовском кафедральном соборе. Преемником Ионы стал митрополит Иоасаф (Лазаревич), продолжившей его деятельность по строительству храмов.

## Строительство и колокольные звоны

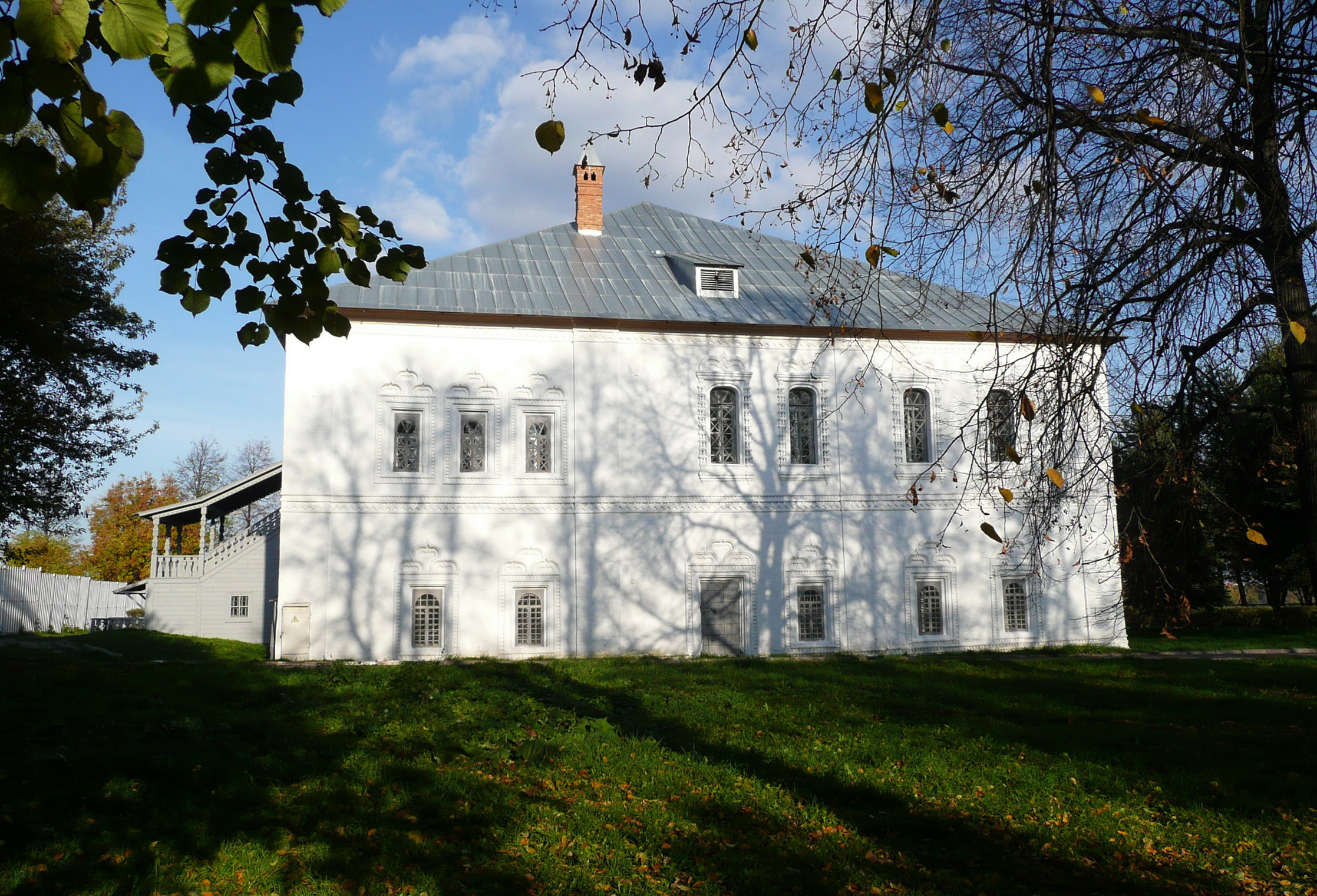
Палаты Ионы Сысоевича в Ярославле

Митрополит Иона был известен своею ревностью к церковному благолепию; он устроил в своей епархии несколько новых церквей и украсил существовавшие ранее монастыри и церкви. Были построены Введенская трапезная (1650) и Никольская (1655) церкви в Авраамиевом монастыре, Благовещенский собор (1657) и Михаило-Архангельская церковь (1658) в Белогостицком монастыре, стены и башни Митрополичьего двора (т. н. Ростовского кремля) (1670—1675), его церкви Воскресенская (1670) и Григорьевского затвора (1670), Белая, Отдаточная и Ионинская палаты (1672—1680), церковь Спаса на Сенях (1675), Сретенская церковь, звонница, декоративное убранство ворот и трапезной Ростовского Борисоглебского монастыря (1680), звонница Ростовского собора (1680—1682), собор Петровского монастыря (1682—1684), церковь Иоанна Богослова в Митрополичьем дворе (1683), Троицкий собор в Зачатьевском (Спасо-Яковлевском) монастыре (1686—1691), комплекс Воскресенского монастыря в Угличе, Митрополичий двор с церковью Леонтия в Ярославле, каменный храм в честь Зачатия праведной Анны в Спасо-Яковлевском Димитриевском монастыре. Многие постройки были украшены фресками, наделены щедрыми митрополичьими вкладами, для них характерны своеобразные архитектурные приёмы (например, надвратные церкви в окружении симметричных башен, малые звоннички). В построенном митрополитом Ионою Ростовском кремле был разбит висячий сад.
Создал знаменитые ростовские звоны. Самый большой колокол назвал в честь своего отца — «Сысоем». Возможно, лично сочинял музыку звонов. О колоколах Ростовского собора он писал: «На своём дворишке лью колоколишки, и дивятся людишки».
|                              |  |                                   |  |                |
| Ионинское зодчество в Угличе |  | …в Ростове (фотография 1911 года) |  | …в Борисоглебе |